# Gyltfjorden
Gyltfjorden (også skrevet Gyltefjorden) er en fjordarm på sydsiden af Foldafjorden i Fosnes kommune på østsiden af øen Jøa i Nord-Trøndelag i Trøndelag fylke i Norge. Fjorden har indløb mellem Gyltodden i vest og Galtneset i øst og går 4,5 kilometer mod syd til Ølhammeren hvor den deler sig i to. Nufsfjorden og Nordsundet går mod syd på østsiden, mens Seierstadfjorden går sydover på vestsiden. Øst for toppen af næsset Ølhammaren går den lille  fjordarm Kjelbotnet mod sydøst til gården Nordbotnet.